# Гомопереход
Гомопереход — контакт двух областей с разными типами проводимости (или концентрациями легирующей примеси) в одном и том же кристалле полупроводника. Различают переходы типа p—n или n—p, в которых одна из двух контактирующих областей легирована донорами, другая — акцепторами, (n+—n)-переходы (обе области легированы донорной примесью, но в разной степени; знак + означает большую степень легирования) и (p+—p)-переходы (обе области легированы акцепторной примесью).
Противоположностью гомоперехода является гетеропереход — контакт двух различных материалов, которые могут быть легированы донорами или акцепторами в любом сочетании. Если не оговорено иное, под переходом подразумевается именно гомопереход.